# 雅基列谢·库玛·特亚基
亚尼礼·库玛·特亚基（英語：Anil Kr Tyagi，1951年4月2日—）是印度植物生物学家，出生于印度怀拉菲罗兹布尔。为德里古鲁大学校監。在此之前，他曾担任UGC-SAP项目协调员以及德里大学南校区生物化学系主任，并于2004年至2006年担任印度生物化学家协会副主席。